# Bawshar
Bawshar (en arabe بوشر) est une localité du Sultanat d'Oman située à 35 km à l'Ouest de la capitale Mascate, entre Sib et Matrah. Administrativement elle est rattachée au gouvernorat de Mascate.
C'est un vieux village qui a conservé quelques belles demeures et un fort. Il est traversé par un petit falaj.
Bawshar se trouve à proximité de l'Aéroport international de Mascate et de la Grande Mosquée du Sultan Qaboos.